# サンドラ・フェイバー
サンドラ・ムーア・フェイバー（英: Sandra Moore Faber、1944年12月28日 - ）はアメリカ合衆国の女性天文物理学者である。リック天文台で研究し宇宙のダークマターなどの分野の研究がある。

## 来歴
ボストン出身。スワースモア大学を卒業後、1972年ハーバード大学で学位を得た。1972年からカリフォルニア大学サンタクルーズ校のリック天文台で働き、1979年から教授。楕円銀河の絶対光度が銀河内の星の運動速度のばらつきの4乗に比例するという「フェイバー＝ジャクソン関係」を発見した。グレート・アトラクター（en:Great Attractor：巨大引力源）を探すグループ「7人の侍」チームを結成した。

## 学生時代と教育
サンドラ・ムーアはスワースモア大学で物理学を主専攻に、数学と天文学を副専攻に選び1966年に卒業する（学士号）。ハーバード大学大学院に進むとI・ジョン・ダンジガー教授の指導を受けて観測天文学の光学面を研究する。ところがこの時期に実験を志望しても唯一、国立ケック天文台しか受け入れ先がなく、また証明しようとした理論に必要なスペックに及ばない機材を使って実験を重ね、1972年に博士号を授与される。

## 研究とキャリア
大学院を修了したフェイバーはカリフォルニア大学サンタクルーズ校（略号）のリック天文台に同台初の女性職員として採用される。観測を続けるうち、1976年に共同研究者で当時は大学院生だったロバート・ジャクソン（en）とともに、銀河の明るさとスペクトル、軌道速度と銀河内の天体の動きに関係があることを発見する。この法則はやがて「フェイバー＝ジャクソン関係」として知られるようになる。その3年後、共同研究者ジョン・S・ギャラガー John S. Gallagher と出版済みの文献類を総当たりし、暗黒物質の存在を論証できる論文を求めた結果をゼミで発表する。フェイバーは単独研究として1983年に暗黒物質の構成要素は「熱い暗黒物質」すなわち高速で動くニュートリノではなく、もっと動きが遅い未発見の物質であるという仮説を発表する。
その翌年前後にはジョエル・プリマック Joel Primack、ジョージ・ブラメンタール George Blumenthal、マーティン・リーズ Martin Rees と研究チームを組むと、銀河の生成と進化（en）と暗黒物質の関わりの究明にあたる。ビッグバンから銀河が形成されて進化し現在に至るという仮説は世界初であり、これは宇宙の構造の情報に関して現在もパラダイムとして有効である。またこの研究チームは高速で流れる銀河を発見した。
ケック天体望遠鏡を建造するにあたり、フェイバーは1985年にケック天文台事業に参加、世界初の広視野惑星カメラを組み立てハッブル宇宙望遠鏡に導入する過程に立ち会う。望遠鏡の設計は物理学者のジェリー・ネルソン（Jerry Nelson カリフォルニア大学バークレー校）が担当し、フェイバーはもっぱら広視野惑星カメラの採用を世界の天文界に認めさせるため尽力する。ケック望遠鏡は六角形の鏡36面で直径 10m の主レンズを組み上げるという新方式を採用し、世界第2位の大きさである。
フェイバーが副座長を務めた科学運営委員会では、ケックI望遠鏡のファーストライトの機器を選定する。フェイバーはまた、ケックIの主レンズには光学的に高い品質を確保しなければならないと繰り返し説明し、引き続きケックII望遠鏡の建造にも参画する。
1980年代も後半に入ると、フェイバーは「7人の侍」プロジェクト（Seven Samurai）という8ヵ年計画の一員となり、400件の銀河を一覧にしてそれぞれの大きさと軌道速度を台帳にまとめはじめる。計画そのものは完成しなかったものの、あらゆる銀河までの距離を割り出す式ができ、全宇宙の密度を算出するもっとも信頼性の高い方法として普及した。
ハッブル宇宙望遠鏡は1990年、軌道上で広視野惑星カメラを修正することになり、フェイバーは副プロジェクト長に招かれる。自身の経歴でもっとも胸が躍り、世間にもよく浸透した経験をしたと振り返った。ハッブルから送られてくる光学データは焦点が合わず、その解決策を探したフェイバーらは球面像差（en）が原因だと突き止めた。フェイバーはこの望遠鏡を使った探索プロジェクト「ヌーカー・チーム」Nuker Team で初代プロジェクトリーダーを務め、銀河の中心にあるという超大質量ブラックホールを探した。
1995年、フェイバーはUCSCのUniversity Professor に任じられた。大学の研究室で進める論文執筆では宇宙における構造の進化、銀河の発生と進化に焦点を当てている。これに加え宇宙論的に隔絶した銀河のスペクトルを得るため、ケック天体望遠鏡に積んだ赤外分光撮影装置 DEIMOS（en）プロジェクトも設定している。
カリフォルニア大学天文台群は2012年8月1日、フェイバーを暫定台長の座につけた。2012年時点の功績には、ケックII望遠鏡に搭載し1996年にファーストライトを迎えた光学分光器の導入があげられる。これにより、遠く離れた銀河の観察能力が13倍に増えた。またハッブル宇宙望遠鏡を使った世界最大規模の共同調査事業として CANDELS プロジェクトを立ち上げて従事している。 
カリフォルニア大学以下、日本の自然科学研究機構、カリフォルニア工科大学、カナダ国立研究機構、インド科学技術庁、中国国家天文台はハワイにTMT※国際天文台を設立（2014年）、アメリカ天文学大学連合（AURA）はアメリカ国立科学財団（NSF）の参加まで準メンバーとして加わった。ハワイ先住民は建設予定地をめぐり信仰を理由に抗議活動を重ね、マヌア・ケア山頂への道路を封鎖した。その件について職員の安全にふれたフェイバーの2016年のメールが流出、人種差別発言ではないかと取り上げられた経緯がある。（※＝Thirty Meter Telescope 計画）

## 主な著作
サンドラ・フェイバーは学術誌『Annual Review of Astronomy and Astrophysics』の編集副主幹を務める。下記に主な著作の一部をあげる。
- Faber, Sandra. (1995) Die bibliographischen Hilfsmittel des HBZ: Vorstellung, Probleme und Ergebnisse bei der kooperativen Katalogerstellung（学位論文）（ドイツ語） ケルン : ケルン工科大学 大学図書館収蔵、OCLC 1072310710。仮題『HBZの書誌情報ツール：共同図書目録の作成における提示と問題および結果』

- Faber, S M. (1996). The design and assembly of camera lens cells for fluid couplants using elastomeric lens mounts. （ハーティトラスト電子図書館版、検索のみ可能）。書籍版はカリフォルニア州サンタクルーズ : リック天文台〈Lick Observatory technical reports〉シリーズ第79巻。OCLC 49786919。
- Hawking, Stephen; Faber, Sandra. (2000) Stephen Hawking's Universum / 4, Der Joker: Dunkle Materie / unter Mitarb. von Sandra Faber. （ドイツ語） Illobrand von Ludwiger（ドイツ語編集、講義の録画49分）、Karlsruhe : カールスルーエ工科大学KIT図書館収蔵（旧称カールスルーエ大学図書館）OCLC 314075544。仮題『スティーブン・ホーキングの講義集：第4編、ジョーカー：ダークマター／F・フェイバーとの講話付』

## 受賞歴
- 1986年 - ハイネマン賞天体物理学部門
- 1993年 - NASA Group Achievement Award[14]
- 2006年 - ハーバード大学建学百周年記念章 （ハーバード大学美学科学大学院[16]）
- 2009年 - バウアー賞[17] 同年のテーマは宇宙。
- 2011年 - アメリカ国家科学賞
- 2012年 - ブルース・メダル[18][15]
- 2017年 - グルーバー賞宇宙論部門、クラリベイト・アナリティクス引用栄誉賞
- 2018年 - マゼラン・プレミアム賞（英語版）
- 2020年 - 王立天文学会ゴールドメダル[19]

## 関連資料
発行年順。
- Lightman, Alan; Brawer, Roberta. (1990) Origins : the Lives and Worlds of Modern Cosmologists. （worldcat.org オンライン版、OCLC 1086550676）。書籍版はマサチューセッツ州ケンブリッジ : Harvard University Press. ISBN 9780674184848, 067418484X.
- Lemonick, Michael D. (1993). The light at the edge of the universe : leading cosmologists on the brink of a scientific revolution (1st ed.). New York: Villard Books. ISBN 978-0679413042.
- Kahn, Jetty. (1999) Women in physical science careers. （openlibrary.org オンライン版、OCLC 1151785600）Mankato, Minn. : Capstone High/Low Books. 小中学生対象〈Capstone short biographies〉シリーズ、Vivian O'Dell（監修）。
- Miller, Dean. (2014) Astronomers and Cosmologists. （ProQuest EBooks Central オンライン版、OCLC 1090499179）New York, NY : Cavendish Square Publishing LLC. 児童書〈Great Scientists〉シリーズ。書籍版はISBN 9781627125505, 1627125507.